# Alijó (freguesia)
Alijó é uma freguesia portuguesa do município de Alijó, com 29,36 km² de área e 2584 habitantes (censo de 2021). A sua densidade populacional é 88 hab./km².

## Demografia
A população registada nos censos foi:
| Distribuição da População por Grupos Etários | Distribuição da População por Grupos Etários | Distribuição da População por Grupos Etários | Distribuição da População por Grupos Etários | Distribuição da População por Grupos Etários |
| -------------------------------------------- | -------------------------------------------- | -------------------------------------------- | -------------------------------------------- | -------------------------------------------- |
| Ano                                          | 0-14 Anos                                    | 15-24 Anos                                   | 25-64 Anos                                   | > 65 Anos                                    |
| 2001                                         | 487                                          | 438                                          | 1438                                         | 443                                          |
| 2011                                         | 366                                          | 313                                          | 1427                                         | 529                                          |
| 2021                                         | 315                                          | 263                                          | 1335                                         | 671                                          |

## Património
- Pelourinho de Alijó
- Casa dos de Távora
- Igreja Matriz
- Plátano Centenário
- Fontanário
- Fonte de Mergulho da Arcã
- Casas Brasonadas
- Santuário da Senhora dos Prazeres (Senhora da Cunha)
- Castro do Vilarelho (entre as freguesias de Alijó e Favaios)
- Castro da Burneira
- Arquitetura do Centro Histórico

## Personalidades ilustres
- Visconde de Alijó
- Visconde da Ribeira de Alijó

## Povoações
- Alijó
- Granja
- Presandães